# Carl von Imhoff (Maler)

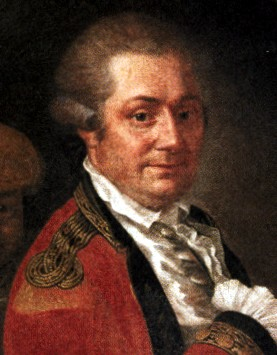
Christoph Adam Carl von Imhoff, Ausschnitt aus einem Porträt von J. Urlaub, 1774

Christoph Adam Carl von Imhoff (* 3. Oktober 1734 in Mörlach; † 9. August 1788 in München) war ein deutscher Berufsoffizier, Kolonialoffizier der Britischen Ostindien-Kompanie und Porträtmaler des 18. Jahrhunderts.

## Leben

### Familie
Christoph Adam Carl Freiherr von Imhoff wurde am 9. August 1734 als Sohn des aus einem Nürnberger Patriziergeschlecht stammenden hessen-kasselschen Rittmeisters Christoph Albrecht Carl von Imhoff (1692–1766) und seiner Frau Maria Juliana Sophia von Calenberg auf dem väterlichen Gut Mörlach bei Hilpoltstein geboren. Carl von Imhoff heiratete am 2. Februar 1775 die jüngere Schwester der Charlotte von Stein, Luise Franziska Sophie von Schardt. Der Tod Carl von Imhoffs 1788 beendete das eingeleitete Scheidungsverfahren. Aus der Ehe gingen sechs Kinder hervor. Am bekanntesten wurde die älteste 1776 geborene Tochter Amalie von Imhoff, deren Pate der befreundete Karl Ludwig von Knebel wurde.

### Militärdienst
Wie seine Brüder Friedrich Wilhelm und Julius trat Carl von Imhoff als Offizier in die Dienste des württembergischen Herzogs Carl Eugen. Nach dem Frieden von Hubertusburg 1763 folgte eine sukzessive Verkleinerung der württembergischen Armee. Carl von Imhof, zuletzt im Rang eines Hauptmanns mit Obristwachmeisterpatent bei der herzoglichen Leibgarde zu Fuß, was ungefähr dem Rang eines Majors entsprach, wurde am 28. Dezember 1768 verabschiedet.

### Künstlerkarriere in London
Mit unerfüllten Soldansprüchen, verschuldet und ohne militärische Perspektiven reiste der zeichnerisch begabte Carl von Imhoff mit seiner Geliebten Anna Maria (Marian) Apollonia Chapuset nach London und verlegte sich auf die dort gefragte Miniaturporträtmalerei. Imhoffs Arbeiten waren von einer hohen Qualität. Im April 1768 gelang ihm mit einem Porträt der Königin die Aufnahme in die Jahresausstellung der Londoner Society of Artists. Dazu arbeite Carl vom Imhoff als anerkannter und gefragter Kopist von Ölporträts.

### Kolonialoffizier in Madras
Die beachtlichen Anfangserfolge befriedigten Carl von Imhoff nicht ausreichend. Mit Empfehlungsschreiben seiner Kunden versehen erhielt er 1769 ein Kadettenpatent der Britischen Ostindien-Kompanie bei der Präsidentschaft von Madras. Die Seereise nach Madras trat er im März 1769 in Begleitung seiner Geliebten Marian Chapuset und dem gemeinsamen zweieinhalbjährigen Sohn Carl auf der Duke of Grafton an. Die Seereise wurde insofern zu einem Wendepunkt in Imhoffs Leben, da Warren Hastings als neues Mitglied der Regierung von Madras die gleiche Passage gebucht hatte. Hastings verfiel auf der Reise den Reizen der Madame Chapuset. Für sein Einverständnis und Entgegenkommen erhielt Carl von Imhoff im Laufe der folgenden Monate eine beachtliche finanzielle Entschädigung von Hastings. Offiziell galt Madame Chapuset als angetraute Mrs. von Imhoff. Das Paar lebte in Madras mindestens bis 1770 zusammen. Der rechtliche Status der Beziehung erscheint bis heute dubios und offen, da wichtige Dokumente und Eintragungen verschwunden sind und wohl aus dem Interesse der Beteiligten durch Falsifikate ersetzt wurden. Carl von Imhoff betätigte sich in Madras weiter als Miniatur- und Ölporträtmaler. Von besonderem kulturhistorischem Interesse sind seine Briefe und Reisebeschreibungen aus dieser Zeit.

### Rückkehr nach Mörlach

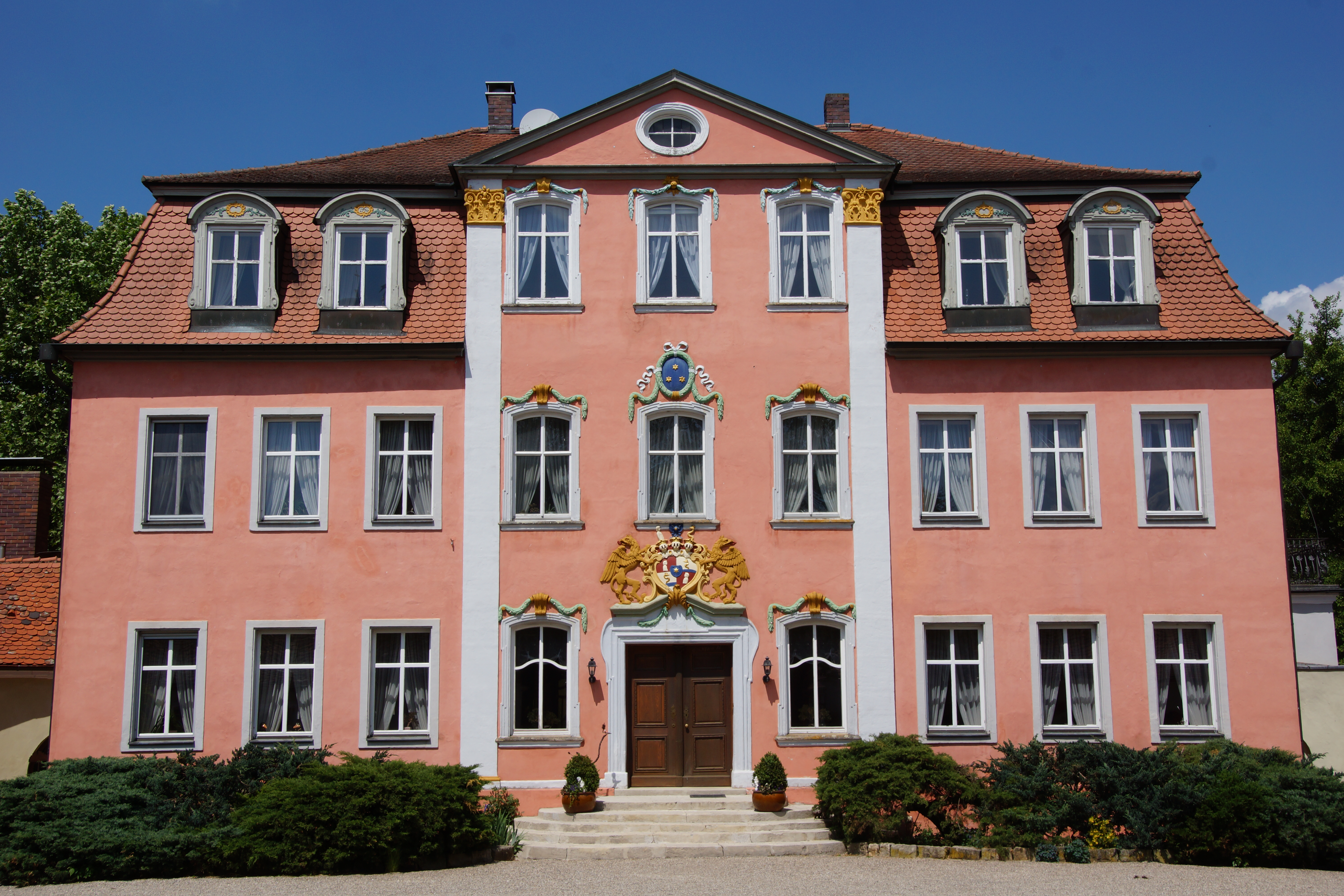
Imhoffs 1774 erbautes Schloss Mörlach mit dem Wappen des Käufers

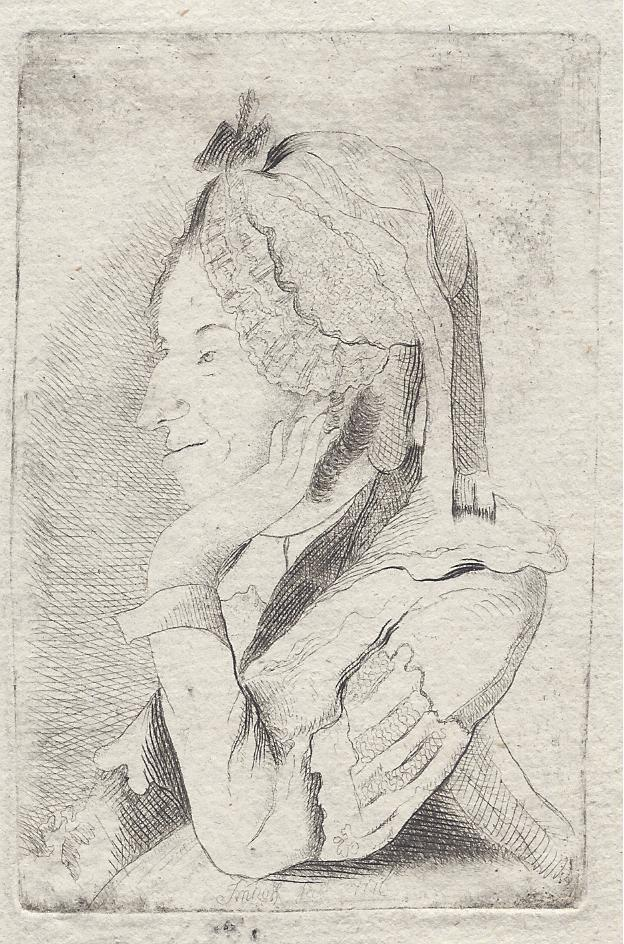
Carl von Imhoff: die Nichte Franziska von Vischpach

Im Sommer 1774 kehrte Carl von Imhoff in Begleitung von zwei indischen Sklaven auf das Familiengut nach Mörlach zurück, die er später weiterverkaufen oder verschenken wollte.
Carl von Imhoff berichtete seinen Brüdern über einen immensen in Madras erworbenen Reichtum, den er in den kommenden Monaten nach Mörlach transferieren wollte. Carl von Imhoff übernahm das Familiengut und begann unverzüglich mit dem Bau des Schlosses Mörlach nach englischem Vorbild. In ungewöhnlicher Eile ging er auf Brautschau. Am 16. Januar 1775 verlobte er sich mit der Gotha’schen Hofdame Luise Franziska Sophie von Schardt. Die Ehe wurde bereits am folgenden 2. Februar
geschlossen. Luise Franziska hatte als jüngere Schwester der Charlotte von Stein gute Beziehungen nach Weimar. Diese Beziehungen wurden in den folgenden Monaten strapaziert, da sich von Imhoff nicht nur mit dem Schlossbau übernommen hatten. Die behaupteten Summen aus Indien blieben zumindest weitgehend aus. Zugleich verursachten Berichte über das Dreiecksverhältnis Imhoff-Chapuset-Hastings beträchtliche Irritationen. In dieser Situation wurden unter Berufung auf ein Schreiben Herzogs Karl August ein Scheidungsbrief und weitere Papiere in Kalkutta eingeholt, die die Ehe Imhoffs mit Maria Anna Chapuset am 12. Juli 1777 für geschieden erklärten. Einige Unregelmäßigkeiten im Schreiben des Herzogs und der Umstand, dass möglicherweise eine eheliche Verbindung Imhoffs nie bestand, lassen die Schreiben als zeitgenössische Fälschungen erscheinen. Da die obskuren Schriftstücke in ihrer Konsequenz Imhoff den Tatbestand der Bigamie unterstellen, bleibt ihre Intention rätselhaft.
In Mörlach zeichnete und radierte Carl von Imhoff. Meistens fertigte er Zeichnungen und Radierungen nach Begebenheiten seiner Indienreise. Inspiriert durch Johann Kaspar Lavaters Postulat je moralischer desto schöner, fertigte er überzeichnete Porträts seiner Verwandtschaft. Dies führte dazu, dass er in den Künstlerverzeichnissen des 19. Jahrhunderts als dilettierender Nürnberger geführt wird.

### Übersiedlung nach Weimar
Die Schulden und die verwandtschaftlichen Beziehungen des Paares motivierten 1785 den Umzug des Ehepaares von Imhoff nach Weimar. Das zahlungsunfähige Paar erhielt auf Betreiben der Frau von Stein verdeckte Zahlungen und Alimentationen aus der Schatulle des Herzogs. Die Tochter Amalie wurde bereits 1776 in Weimar als erstes Kind geboren. Das Haus der Familie Imhoff wurde zum Treffpunkt und Quartier der Weimarer Gesellschaft und ihrer Besucher. Schiller fand im Juli 1787 von Dresden kommend im Haus der Imhoffs Aufnahme. Auf Bitten von Schiller wurde im Februar 1788 vorübergehend Charlotte von Lengefeld aufgenommen, was Schiller die Gelegenheit diskreter Besuche gab. Carl von Imhoff wirkte weiter als Miniaturen- und Porträtmaler. Dazu verlegte er sich auf das Radieren. Wirtschaftlich und beruflich konnte er in Weimar jedoch nicht Fuß fassen. Auch Reisen nach London und erbetene Unterstützungen durch die ehemalige Geliebte blieben erfolglos.
1788 stand die zerrüttete Ehe vor der Trennung. Carl von Imhoff starb jedoch unvermutet am 9. August 1788 auf einer Reise in München, wo er bei dem Cafetier Giovanni Pietro Sarti untergekommen war. Sein Grab ist nicht erhalten. Vermutlich wurde er auf dem alten südlichen Friedhof bestattet.

## Werke

### Druckgrafik
- Porträt von Warren Hastings mit fünf indischen Szenen, Kupferstich nach 1774.
- Halbfigur einer jungen Frau (Franzisca Louise von Imhoff?), Radierung, seitenverkehrt datiert: 29. August 1775.
- Porträt des Schwagers Ludwig Wilhelm von Streit, Radierung 1777.
- Porträt und Ausdrucksstudien, Radierung um 1780.
- Franziska Louise von Imhoff, Miniaturradierung, um 1784.
- Lesendes Mädchen, Radierung undatiert.

### Zeichnungen und Gemälde
- Miniaturdamenporträt bezeichnet E.S., 1768, Victoria & Albert Museum, London.
- Louise von Imhoff sowie Charlotte von Stein, Armbänder mit Gouachen auf Elfenbein in Messingfassung, nach 1775.
- Selbstporträt, Gouache auf Elfenbein, um 1776.
- Tochter Amalie, Miniatur auf Elfenbein, um 1780.
- Carl Ludwig von Knebel, Miniatur, Aquarell auf Elfenbein, um 1780.
- Blatt mit Mörlacher Porträtstudien, darunter die Tochter Amalie, Feder, 1783.
- Tochter Amalie und ihre Cousine, Miniatur auf Elfenbein 1784.
- Frau von Imhoff und ihre Kinder, Miniatur auf Elfenbein um 1785.